# لوئیس ماریا دراگو
لوئیس ناریا دراگو (اسپانیایی: Luis María Drago‎; ۶ مهٔ ۱۸۵۹ – ۹ ژوئن ۱۹۲۱) سیاست‌مدار اهل آرژانتین و وزیر امور خارجه وقت آن کشور در سال ۱۹۰۲ بود. او صاحب دکترین دراگو است.